# Bivar Olyntho de Mello e Silva
Bivar Olyntho de Mello e Silva (Serra Negra do Norte, 1 de julho de 1913 - Rio de Janeiro, 26 de abril de 1980) foi um político brasileiro.

## Biografia
Filho de João Olyntho de Mello e Silva e Francisca Olyntho de Holanda, ainda criança acompanhou a família na transferência para a cidade de Patos, onde passou a frequentar a escola do professor Alfredo Lustosa Cabral, antes de seguir para Campina Grande e João Pessoa, objetivando concluir o ginasial e realizar o secundário nos colégios Alfredo Dantas e Liceu Paraibano, respectivamente. Casou em 31 de janeiro de 1934, aos 21 anos, com Antônia Gomes de Mello e Silva (Nini).
O governo de Ruy Carneiro, como interventor da Paraíba, assinalou o ingresso na vida pública, após exercer atividades agropecuárias, quando foi nomeado prefeito de Patos, com posse em 13 de setembro de 1944, recebendo o cargo das mãos do interino Antônio Justino da Nóbrega e permanecendo na função até 10 de novembro de 1945, período em que iniciou a construção do mercado público, ampliou o número de salas de aulas, primou pela limpeza da cidade e deu um tom de organização no âmbito administrativo.
No início da década de 50, após ser fiscal do Banco do Brasil, assumiu a Delegacia do IPASE, no Estado da Bahia e, depois, alcançou à chefia de gabinete do órgão, na gestão nacional de Alcides Carneiro, no Rio de Janeiro, da qual só saiu para concorrer o primeiro mandato de deputado estadual. Com a redemocratização, se filiou ao PSD, presidido em Patos pelo seu sogro, o coronel Antônio de Sousa Gomes, atendendo mais um convite de Ruy Carneiro.
No pleito realizado em 3 de outubro de 1954, se elegeu deputado estadual, tendo segunda colocação entre os 14 parlamentares do PSD e, em 1955, teve o nome lançado à sucessão de Darcílio Wanderley na prefeitura de Patos. Contudo, uma ala do seu partido passou a defender aliança com a UDN, apoiando a candidatura do engenheiro civil e de minas, Nabor Wanderley da Nóbrega, época em que era assinalado o falecimento do dirigente local do PSD, que passou a ser presidido pelo deputado Zé Gayoso, o qual, por interferência direta do então governador e pelo fato do seu padrasto, Dr. Vicente Nogueira, ter aceitado a condição de vice na chapa encabeçada pela UDN, veio a apoiar a união das siglas, fato que levou Bivar Olyntho a ingressar no PTB, coligando-se com o PL e formalizando uma dobradinha com o Dr. Walter Vieira Arcoverde, seu candidato a vice.
Mesmo tendo vencido na sede do município e nos distritos (atuais municípios) de Santa Terezinha, São José do Bonfim, Quixaba, Cacimba de Areia e Passagem, com 900 votos de maioria, obteve apenas 125 votos em São José de Espinharas contra mais de 1.400 dados ao seu opositor que, ao final, conquistou 4.019, com uma margem superior de 337 votos.
Em 1958, momento em que as disputas estaduais assinalavam o embate entre as candidaturas de Ruy Carneiro (PSD) e José Américo (UDN / PL) ao Senado Federal, enfrentou forte oposição local em nível local, o que contribuiu para que não conseguisse se reeleger à Assembleia Legislativa. No entanto, assumiria o mandato em 1959, por conta das constantes licenças concedidas aos parlamentares de sua legenda.
A eleição direta, que o consagrou prefeito de Patos ocorreu em 2 de agosto de 1959, após ser indicado pelo PSD, partido com o qual se recompôs, tendo como concorrente José Cavalcanti e obtendo 4.082 votos contra 3.959, ou seja, uma maioria de 843. O vice-prefeito eleito foi Otávio Pires de Lacerda, com 3.238 votos, contra 3.076 de Francisco Soares de Sá e 2.228 de Bossuet Wanderley da Nóbrega. A posse aconteceu em 30 de novembro de novembro do mesmo ano.
As obras referenciais do seu segundo governo foram o Matadouro Municipal, cuja inauguração contou com a presença de Miguel Arraes e o Hotel JK, inaugurado por Juscelino Kubitschek, em 2 de setembro de 1962. Também se destacou no saneamento básico, ampliou a rede elétrica, melhorou o abastecimento de água e lançou a Pedra Fundamental do Hospital Regional de Patos.
No pleito de 7 de outubro de 1962, conquistaria sua primeira vaga de deputado federal, tendo que renunciar ao mandato de prefeito em 1º de fevereiro de 1963. Com a instituição do bipartidarismo, através do Ato Complementar nº 4, de 20 de novembro de 1965, ingressou no MDB. Graças à sua atuação na Câmara Federal conseguiu a reeleição no pleito de 1966. No Congresso Nacional, participou de várias comissões permanentes: de Agricultura, de Finanças, de Relações Exteriores, além da especial do Polígono das Secas e CPI que apurou as causas da deterioração dos preços da cera de carnaúba nos mercados exteriores e outras irregularidades. Como parlamentar fez grandes amizades, inclusive com o presidente Juscelino Kubitschek, que foi para Patos por duas vezes: a primeira para ser prestigiado com a inauguração do hotel que tem o seu nome e a segunda para homenagear Bivar, participando de um dos seus comícios. Outra façanha que lhe foi atribuída é o fato de ter sido o responsável pelo lançamento da candidatura de Costa e Silva, à presidência do Brasil, por também se tratar de um dos seus amigos particulares.
Terminada a sua missão política eleitoral, continuou o seu vínculo residencial no Rio de Janeiro e já vivenciando o segundo relacionamento conjugal, com Maria Helena Mendes Braga. Na condição de funcionário de carreira do Instituto do Açúcar e do Álcool ([IAA) alcançou a aposentadoria e, na capital carioca viveu até os seus últimos dias de vida, sem perder o vínculo com Patos para onde sempre convergia.
Faleceu em 26 de abril de 1980, no Hospital Miguel Couto, no Rio de Janeiro, onde permaneceu internado por cerca de um mês, após ter sido vítima de um atropelamento, no final da tarde de um domingo, quando se dirigia ao Estádio do Maracanã, na condição de torcedor fanático do Flamengo. O fato foi registrado em frente à Igreja da Imaculada Conceição, no bairro Botafogo, momento em que tentava atravessar a rua. Chegou a ser operado pelo Dr. Paulo Niemeyer, mas não conseguiu sair do coma profundo, período em que foi acompanhado de perto por familiares e amigos que se revezaram em constante vigília, até o fim das esperanças de reabilitação que culminou com a decisão de desligar os aparelhos que apenas mantinham o silencioso e doloroso sofrimento.
O seu corpo foi transladado para a cidade de Patos, em avião da FAB, cedido pelo presidente João Batista de Oliveira Figueiredo e, após o velório, seguido de celebração na Catedral de Nossa Senhora da Guia presidida pelo bispo diocesano Dom Expedito Eduardo de Oliveira, foi conduzido ao cemitério de São Miguel por milhares de pessoas. Antes dos sepultamento falou em nome da família o seu genro Zé Tota, Zé Gayoso, Edivaldo Motta, Lauro e Octacílio Queiroz, fazendo referências especiais a sua vida de homem público.